# Noris Salazar Allen
Noris Salazar Allen (Ciudad de Panamá, 30 de enero de 1947) es una bióloga y botánica panameña, especializada en briología, pionera en Panamá en la investigación de musgos, hepáticas y antocerotes. En 2011 recibió el premio Riclef Grolle a la Excelencia en la Investigación de la Briodiversidad, que otorga la Asociación Internacional de Briologistas , a los científicos que hacen contribuciones significativas al conocimiento de las briofitas en el trópico o zonas inexploradas.
Es investigadora asociada en el Instituto Smithsonian de Investigaciones Tropicales, y profesora retirada del departamento de Botánica de la Universidad de Panamá, en donde contribuyó a la expansión de la colección de briofitas del herbario, de 50 a 10 mil especímenes.

## Biografía
Se unió a la carrera de Botánica en la Universidad de Panamá, en 1965. Dos años después estudió en Estados Unidos, gracias las becas Benito Juárez y del Programa de Becas Latinoamericanas de las Universidades Americanas. En 1969, obtuvo la licenciatura en Biología General en el Trinity College, de Washington. D.C. 
En 1973 se tituló con una Maestría en briología de la Universidad Estatal de Nueva York. Fue durante estos estudios que se interesó por la briofitas.A su regreso a Panamá fue nombrada profesora asistente en el Departamento de Botánica, y empezó la sección de Briología y Liquenología del herbario de la Universidad de Panamá.
Gracias a su trabajo en conjunto con la botánica Mireya Correa, aumentó el registro de briofitas de ese centro superior de estudios, de 50 que había colectado Marshall Crosby (del Jardín Botánico de Missouri), a 10 mil especímenes en total.
En 1986 se doctoró de la Universidad de Alberta, en Canadá. Su tesis se basó en el estudio del musgo pantropical Leucophanes, bajo la supervisión de Dale Vitt.
Los especímenes que recogió son parte de la colección del herbario del Jardín Botánico de Nueva York. Además, muestras de ADN de otros especímenes recolectados por ella están en el Real Jardín Botánico de Edimburgo.
Por sugerencia de Hélène Bischler incluyó en sus investigaciones la revisión del género de hepáticas Cyathodium en América. En 2020 publicó un artículo científico sobre el descubrimiento de un nuevo tipo de musgo, el Octoblepharum peristomiruptum. Sus investigaciones también examinan cómo afecta la crisis climática a las comunidades de briofitas.
Es investigadora asociada del Instituto Smithsonian de Investigaciones Tropicales, y profesora retirada de la Universidad de Panamá. Durante su carrera ha nombrado cuatro especias y tres subespecias nuevas de briofitas para la ciencia occidental.

## Reconocimientos
- Riclef Grolle a la Excelencia en la Investigación de la Briodiversidad. (Asociación Internacional de Briologistas) - 2011

## Obras seleccionadas
- Nelson, Jessica M., et al. "Los genomas completos de cianobacterias simbióticas aclaran la evolución de la vanadio-nitrogenada" Genome biology and evolution 11.7 (2019): 1959-1964.
- Horwath, Aline B., et al. "La composición isotópica estable, la diversidad y la biomasa de las briofitas definen la extensión de los bosques nubosos tropicales de montaña." Proceedings of the Royal Society B: Biological Sciences 286.1895 (2019): 20182284.[10]
- Liu, Jian‐Wei, et al. "Los cloroplastos gigantes, incluyendo los bizocloroplastos, son comunes en las especies adaptadas a la sombra de la antigua familia de plantas vasculares Selaginellaceae." American journal of botany 107.4 (2020): 562-576.[11]
- Allen, Noris Salazar, and José A. Gudiño. "Octoblepharumperistomiruptum (Octoblepharaceae) una nueva especie de los Neotrópicos." PhytoKeys 164 (2020): 1.[12]
- Mežaka, Anna, et al. "Vida en una hoja: El desarrollo de la estructura espacial en las comunidades epifíticas de las hojas." Journal of Ecology 110.3 (2022): 619-630.[13]
- Allen, Noris Salazar, et al. "Briofitas de manglares de Bocas del Toro, Panamá." Bryophyte Diversity and Evolution 45.1 (2022): 133-150.[14]

## Otras obras
- Guía de las Briofitas de América Tropical. Memoria del Jardín Botánico de Nueva York.
- Libro de las plantas pequeñas (Libro de actividades)